# Zippy Race
Zippy Race (ジッピーレース?, Jippī Rēsu), a volte anche Traverse USA e in Nord America noto come MotoRace USA, è un simulatore di guida arcade sviluppato e pubblicato dalla Irem nel 1983. Venne convertito per le console SG-1000 e Famicom.
È stato emulato per la prima volta e incluso all'interno della raccolta Irem Arcade Classics per Sega Saturn e PlayStation, che comprende anche 10-Yard Fight e Kung-Fu Master.

## Modalità di gioco
Zippy Race si basa su una gara americana transcontinentale tra motociclette e auto, che parte da Los Angeles e passa attraverso i checkpoint di Las Vegas, Houston, Saint Louis e Chicago per raggiungere il traguardo a New York. Il giocatore è al 90º posto all'inizio della gara e sorpassando auto diverse dai camion che non fanno parte della competizione, la sua classifica salirà. Quando raggiunge il primo posto, nessuna auto potrà abbandonare la gara.
La motocicletta si muove a sinistra e a destra con il joystick a due direzioni e accelera e decelera con due pulsanti. Il titolo alterna anche tra strada e fuoristrada a ogni checkpoint. Nella modalità fuoristrada, ostacoli come rocce e alberi vengono posizionati sul percorso. Normalmente, si gioca da una prospettiva dall'alto verso il basso, ma quando il giocatore si avvicina a un checkpoint, la visuale cambia in una vista in terza persona. In questa visuale, il giocatore deve evitare rapidamente i veicoli che provengono da davanti. Il carburante viene consumato automaticamente mentre si è alla guida e una certa quantità viene consumata se la moto entra in contatto con altre vetture o ostacoli o esce dal percorso. La partita finisce quando la benzina si esaurisce del tutto. Il giocatore può fare rifornimento raccogliendo le taniche sparse lungo il percorso e anche ricevere carburante quando arriva ai checkpoint in base alla sua classifica.
Quando viene raggiunta New York, inizia il secondo giro, ripartendo da Los Angeles, ma su una motocicletta con una cilindrata maggiore. Maggiore è la cilindrata, maggiore è la velocità massima del mezzo, ma peggiore è il risparmio di benzina e più velocemente si esaurisce. Maggiore è la velocità, più difficile diventa controllarla e più difficile diventa la sessione.

## Accoglienza
In Giappone, la rivista Game Machine elencò Zippy Race nel numero del 1º luglio 1983 come la nuova unità arcade di maggior successo del mese.